# Bernardino Realino
Bernardino Realino (Carpi, 1º dicembre 1530 – Lecce, 2 luglio 1616) è stato un gesuita italiano, proclamato santo da papa Pio XII nel 1947.

## Biografia
Dopo la laurea in legge conseguita nel 1556 a Bologna, ricoprì la carica di podestà dei paesi di Felizzano e Cassine; fu poi pretore a Castelleone.
Entrato al servizio del marchese Francesco Ferdinando d'Avalos, viceré di Sicilia, si trasferì a Napoli e nel 1564 maturò la decisione di farsi religioso della Compagnia di Gesù: svolse attiva opera di apostolato soprattutto a Lecce, dove morì nel 1616. Accettò di diventare patrono della città di Lecce mentre era ancora in vita, poco prima di morire. Le reliquie sono custodite nella chiesa del Gesù di Lecce.
Il 21 aprile 1711, durante una ricognizione canonica del corpo, i tessuti conservati in un vaso dentro la bara furono trovati intatti, galleggianti su uno strato di sangue, mentre l'uomo che aveva trasportato la bara guarì improvvisamente da una patologia da cui era affetto. Fu avviata un'inchiesta che autenticò il miracolo del sangue (24 dicembre 1713).
Fu canonizzato nel 1947 da papa Pio XII. Memoria liturgica il 2 luglio.

### Chiese dedicate al santo
A Carpi (MO), sua città natale, è a lui dedicata la moderna chiesa parrocchiale in via Alghisi, eretta nel 1957 in un popoloso quartiere residenziale, oltre che una strada adiacente.
A Lecce gli è dedicata una chiesa parrocchiale, sorta nel 1972.
A Cassine (AL) e Felizzano (AL), dove ricoprì la carica di podestà, a Lecce e a Squinzano (LE) gli è stata intitolata una via del centro urbano. A Felizzano (AL) gli è intitolata la locale Scuola Media.